# Zone Bit Recording

Beispielhafte Einteilung mit ZBR: mit zunehmender Entfernung vom Zentrum erhöht sich die Anzahl der Sektoren pro Spur von 12 (rot) über 24 (grün) zu 48 (grau).

Zone Bit Recording (ZBR), Multiple Zone Recording (MZR) oder Zone Recording ist eine Aufzeichnungstechnik bei Festplattenlaufwerken seit den 1990er Jahren und überwiegend altertümlichen Diskettenformatierungen (ab 1979 für Diskettenlaufwerke von Commodore, des Sirius 1 und von Apple, s. Belege; FD32MB für 3½"-HD-Disketten). Es steigert die Speicherkapazität scheibenförmiger Datenträger bei gleicher Scheibengröße, indem mehr Sektoren in den äußeren Zylindern untergebracht sind als in den inneren.

## Umsetzung in Festplattenlaufwerken
Um ZBR zu implementieren, muss das Festplattenlaufwerk (vom Hersteller) entsprechend low-level-formatiert sein und der Festplattencontroller die Schreib- und Leserate so anpassen, dass auf die äußeren Datenspuren gleichermaßen schneller zugegriffen wird als auf die inneren; d. h. die maximale Datentransferrate kann infolge der mit einer Drehzahl angegebenen Constant Angular Velocity (CAV) des Scheibenstapels im Laufwerk ausschließlich auf den äußersten Spuren der Festplatte erreicht werden.

### Zoneneinteilung und Geschwindigkeit
Dabei wird die Anzahl der Sektoren zonenweise größer, je weiter die Spurenzone von der Drehachse entfernt ist. Sie nimmt bei einer Zonenanzahl von ungefähr 20 um wenige Sektoren je Zone zu, sodass die äußerste Zone ungefähr eineinhalb bis doppelt soviele Sektoren wie die innerste hat; entsprechend sind die Verhältnisse der (durchgehenden; beim Zugriff auf physisch aufeinanderfolgende Blöcke) Datenübertragungsgeschwindigkeiten zwischen Zugriffsköpfen und Festplattenpufferspeicher. Ist die Datenübertragung mindestens an der innersten Zone signifikant langsamer als die mit der eingestellten Betriebsart, z. B. UDMA 0 bis 7 oder 1,5 bis 6 Gb/s, an der Schnittstelle nach außen, z. B. IDE oder SATA, höchstens erreichbare, wird das für den PC-Benutzer u. U. bemerkbar. Dann kann es helfen, häufig benutzte Daten, z. B. das vorrangige Betriebssystem, am Anfang des Festplattenspeichers und Daten, bei denen es wenig auf Zugriffsgeschwindigkeit ankommt, zu dessen Ende hin zu speichern. Seit Mitte der 1990er Jahre wurde die Datenübertragung von jeweils wenigen MB/s bis beispielhaft zu Lesegeschwindigkeiten von 142 außen und 67 MB/s innen im September 2009 beim ersten Festplattenlaufwerk mit SATA III, Seagates Barracuda XT 7200.12 mit 1863 GiB Speicherplatz, gesteigert; wobei das Höchstwerte hardware-naher Leistungsmessungen möglichst ohne verlangsamende Betriebssystemeinflüsse sind, tatsächliche Benutzung im Alltag ist teilweise beträchtlich langsamer.

### Datendichte
Für die näherungsweise Entfernung {\displaystyle r} einer Datenspur von der Drehachse und die Anzahl der Sektoren der Datenspur {\displaystyle s_{r}} veranschaulicht {\displaystyle \textstyle {\frac {s_{r}}{2\pi r}}} die Datenmenge je Spur (auch wenn die Daten außer den Controllerinformationen nur aus 0-bits bestehen). Wächst auf einem ab ungefähr einem Drittelhalbmesser magnetbeschichteten etwas mehr als 3½ Zoll breiten Datenträger {\displaystyle s_{r}} wie im obigen Unterabschnitt langsamer als {\displaystyle r}, schrumpft die Datendichte linear, aber weniger als wenn {\displaystyle s_{r}} unveränderlich ist. So werden mit ZBR eine nach außen weniger sinkende Datendichte und eine bessere Ausnutzung der Datenträgeroberfläche erreicht.
Genaugenommen handelt es sich dabei um Zoned Constant Angular Velocity (ZCAV). Denn eine Vergrößerung der Datendichte mit {\displaystyle r} schneller wachsendem {\displaystyle s_{r}} ohne wesentliche Vergrößerung eines üblichen Verhältnisses von schnellster zu langsamster Zugriffsgeschwindigkeit wäre wegen nötiger Verkleinerung beim Auswärtsfahren des Schwenkarms nicht zweckmäßig. Für Festplattenlaufwerken in den für Mikrocomputer üblichen Baugrößen und ihrer Beschaffenheit aus Leichtmetall oder Glas würden sich bei einer Drehzahl von 100/s zu hohe Drehimpulse ergeben und eine Unterbrechung des Lese- oder Schreibvorgangs erfordern, vgl. Lesevorgang in CD-ROM-Laufwerken.

## Zone Bit Recording auf Disketten
Abweichend davon wurde in Diskettenlaufwerken auch Zoned Constant Linear Velocity (ZCLV) eingesetzt. Der Datenträger ist in Disketten eine dünne Scheibe aus Polyethylenterephthalat (PET), die in der Größenordnung von 5/s gedreht wird. Die Datenübertragungsgeschwindigkeiten der Laufwerke sind mit mehreren 10 KB/s vergleichsweise sehr klein. In diesem Fall ist die Sektoranzahl nach außen hin je Zone geringfügig größer, die Drehzahl wird beim Wechsel der Magnetköpfe auf eine Zone weiter innen vergrößert und die Zugriffsgeschwindigkeit bleibt annähernd gleich.

## Datenblockzugriff
Ursprünglich wurden die Datenblöcke auf einem scheibenförmigen Datenträger nach Sektoren und (übereinander befindlichen) Spuren, gemäß dem CHS-Verfahren, angesteuert. Jede Spur war in gleich viele Sektoren aufgeteilt. Dagegen können die einzelnen Blöcke beim MZR nicht ohne weiteres mit CHS adressiert werden. Die Steuerelektronik des Laufwerks rechnet deshalb die anliegenden fiktiven CHS- oder logischen Blockadressen in interne Adressen um und nimmt damit eine eineindeutige Zuordnung der logischen auf die physischen Blöcke vor.